# Julia Arnold
Julia Arnold (* 10. November 1990 in Dresden) ist eine deutsche Fußballspielerin.

## Karriere

### Vereine
Arnold begann – gemeinsam mit ihrer Zwillingsschwester Sylvia Arnold – in der Fußballabteilung der SG 90 Braunsdorf im gleichnamigen Ortsteil von Wilsdruff mit dem Fußballspielen.
Im Alter von elf Jahren wechselten beide zum 1. FFC Fortuna Dresden und 2006 zum Zweitligisten FF USV Jena, mit dem sie als Zweitligameister Süd 2008 in die Bundesliga aufstiegen. Ihr Debüt in der höchsten deutschen Spielklasse gab Arnold am 14. September 2008 (2. Spieltag) bei der 1:4-Niederlage im Auswärtsspiel gegen den 1. FFC Frankfurt. Am 22. August 2010 (2. Spieltag) gelang ihr beim 4:0-Auswärtserfolg gegen Bayer 04 Leverkusen mit dem Treffer zum zwischenzeitlichen 2:0 in der 49. Minute ihr erstes Bundesligator. Nach elf Jahren in Jena wechselte Arnold im Sommer 2017 zum Bundesliga-Aufsteiger 1. FC Köln, kehrte aber Anfang 2019 zum USV zurück. 2021 stieg sie mit dem Nachfolge-Verein FC Carl Zeiss Jena erneut in die Bundesliga auf – ihr dritter Aufstieg mit einem Jenaer Verein. Auch in der Saison 2023/24 gelang der Aufstieg in die Bundesliga. Sie verpasste einen Großteil jener Saison wegen einer Kreuzbandverletzung und gehörte nach dem Aufstieg nicht mehr dem Bundesligakader an. 

### Nationalmannschaft
Am 28. September 2009 debütierte sie im Nationaltrikot des DFB, als sie beim 2:1-Sieg der U20-Nationalmannschaft gegen die U23-Auswahl Schwedens in der 58. Minute für Angelina Lübcke eingewechselt wurde. Ihre in derselben Minute für Jessica Wich eingewechselte Schwester gab ebenfalls ihr Länderspieldebüt. Ihr letztes von vier Länderspielen bestritt Arnold am 2. Juni 2010 beim 3:0-Sieg gegen die Auswahl Nordkoreas. Im Gegensatz zu ihrer Schwester fand sie jedoch keine Berücksichtigung in den endgültigen Kader für die vom 13. Juli bis 1. August 2010 im eigenen Land ausgetragenen U20-Weltmeisterschaft.

## Sonstiges
Neben ihrer aktiven Karriere arbeitet Arnold seit 2018 als Immobilienmaklerin für ein Jenaer Immobilien-Büro.